# José Roberto de Almeida Pinto
José Roberto de Almeida Pinto (* 10. Februar 1953 in Rio de Janeiro) ist ein brasilianischer Diplomat.

## Leben
José Roberto de Almeida Pinto ist der Sohn von Suzana Lins de Almeida Pinto und Geraldo de Almeida Pinto. Am 5. April 1976 schloss er den Curso Preparatório à Carreira Diplomática (CPCD) Instituto Rio Branco erfolgreich ab. Am 6. April 1976 wurde er mit dem ersten Platz des Prêmio Lafayette de Carvalho e Silva des Rio Branco-Institut ausgezeichnet. Am 14. Oktober 1977 wurde er mit der Goldmedaille des Rio Branco-Institut ausgezeichnet und am 17. Oktober 1977 zum Gesandtschaftssekretär dritter Klasse ernannt. Am 18. Oktober 1977 wurde er Assistent in der Handelsabteilung und am 12. Dezember 1979 anerkennend zum Gesandtschaftssekretär zweiter Klasse befördert. Am 13. Dezember 1979 veröffentlichte er den Gedichtband Canção do meu exílio im Verlag Achiamé in Rio de Janeiro. Am 26. Februar 1981 wurde er Assistent der Abteilung Vereinte Nationen und machte am 5. Juli 1983 den Master für Literatur an der Universität Brasília. Am 30. Dezember 1983 wurde er Gesandtschaftssekretär erster Klasse in Washington, D.C. Am 1. Juni 1984 veröffentlichte er den Gedichtband Arquipélago Herzog im Verlag Achiamé in Rio de Janeiro. Am 20. März 1987 wurde er Gesandtschaftssekretär erster Klasse in Asunción und am 30. Juni 1989 anerkenned zum Gesandtschaftsrat befördert.
Ab dem 27. Oktober 1989 leitete er übergangsweise das brasilianische Beobachterbüro in Windhoek, Südwestafrika; nach der Unabhängigkeit Namibias am 31. März 1990 war er für einige Monate brasilianischer Geschäftsträger in Namibia. Ab dem 28. Juni 1990 war er Bürovorsteher des Generalsekretärs des Itamaraty. Vom 25. März 1991 bis 1992 hielt er eine Professur für internationale Politik am Instituto Rio Branco. Ab dem 18. Juni 1991 saß er im Prüfungsausschuss des Instituto Rio Branco.
Am 15. Juni 1992 wurde er Gesandtschaftsrat in Rom. Am 27. April 1993 erhielt er die Ehrenprofessur Turma Ulysses Guimarães des Instituto Rio Branco. Am 6. Dezember 1994 referierte er im Rahmen des Curso de Altos Estudos über die Möglichkeit der Erweiterung des UN-Sicherheitsrates um einen ständigen Sitz für einen Vertreter der brasilianischen Regierung.
Ab 2. Mai 1995 wurde er stellvertreter des Generalsekretärs des Itamaraty. Am 19. November 1995 wurde er mit dem Großoffizier des Verdienstordens der Bundesrepublik Deutschland und am 27. Dezember 1995 mit dem Großoffizier des Verdienstordens der Italienischen Republik ausgezeichnet. Am 25. Dezember 1995 wurde er Gesandtschaftsrat zweiter Klasse. Am 26. April 1996 wurde er als Großoffizier des Rio-Branco-Ordens (Ordem de Rio Branco) ausgezeichnet. Am 3. September 1997 wurde er in die Ehrenlegion aufgenommen. Am 3. November 1997 wurde er mit dem Großoffizier des Ordens Bernardo O’Higgins und am 16. Dezember mit dem Großoffizier des Ordens für Verdienst ausgezeichnet. Am 1. März 1998 wurde er Gesandter in Rom und Stellvertreter des Vertreters bei der FAO.
Am 23. Juni 1999 wurde er Gesandter in Caracas, wo er zeitweise als Geschäftsträger fungierte. Am 7. Juli 1999 leitete er die brasilianische Delegation auf dem siebten Treffen der Arbeitsgruppe zu einer Secretaria Permanente do Tratado de Cooperação Amazônica (transnationale Wirtsschaftsintetration der Amazonasanrainer) in Caracas. Am 26. Oktober 1999 leitete er die brasilianische Delegation auf der 15. ordentlichen Sitzung des Rates des Sistema Econômico Latino-americano (SELA lateinamerikanische Wirtschaftsintegration) in Caracas. Am 11. Dezember 2001 leitete er die brasilianische Beobachterdelegation auf dem Gipfeltreffen der Associação de Estados do Caribe, (Vereinigung zur integration von Karibikstaaten) auf der Isla Margarita. Am 19. Dezember 2002 veröffentlichte er ein Werk zur Literaturkritik Poesia de Brasília: duas tendências im Verlag Thesaurus/Brasília. Am 11. Juni 2003 wurde er zum Verteidigungsministerium als Verbindungsbeamter für Studien abgestellt. Am 11. Dezember 2003 wurde er mit dem Großkreuz des Ordem do Mérito da Defesa ausgezeichnet. Am 19. Dezember 2003 wurde er anerkennend Gesandter erster Klasse. Am 5. Februar 2004 wurde er zum Vorsitzenden einer ständigen Verbindungskommission für militärische Studien berufen. Am 11. Juni 2004 war er an der Herausgabe einer Denkschrift zum Thema Sicherheits- und Verteidigungspolitik durch die Verbindungskommission beteiligt.
Am 28. Februar 2005 wurde er Botschafter in Tegucigalpa (Honduras). Am 11. Oktober 2004 wurde der zweite, am 23. Juni 2005 der dritte und am 30. November 2005 der vierte Band der Denkschrift veröffentlicht. Am 15. Dezember 2006 veröffentlichte er den Gedicht- und Musikband A ginga da alma im Verlag Francisco Alves in Rio de Janeiro. Ab dem 12. September 2007 saß er in der Prüfungskommission des Instituto Rio Branco. Am 19. Februar 2008 wurde er Generalkonsul in Rom. Am 9. Dezember 2008 veröffentlichte er O conceito de poder nas relações sociais im Verlag Francisco Alves in Rio de Janeiro. Am 26. März 2010 saß er einer Konferenz der Gemeinschaft der Portugiesischsprachigen Länder in Brasília vor.
Ab dem 29. September 2010 war er brasilianischer Botschafter in Guatemala. Aktuell ist der Diplomat Leiter des Generalkonsulats der Botschaft in Santiago de Chile.